# Festival Corona Capital
Corona Capital Festival es un festival anual de rock y música alternativa organizado por Grupo CIE en la Curva 4 del Autódromo Hermanos Rodríguez en la Ciudad de México desde el año 2010. 
El festival ha logrado consolidarse como uno de los eventos musicales más grandes y de mayor convocatoria en América Latina, y se considera el equivalente mexicano a festivales como Coachella y Lollapalooza con cabezas de cartel como Paul McCartney, Melanie Martinez, Arctic Monkeys, Portishead y Pixies.
En 2018, el festival se expandió al estado de Jalisco con un cartel completamente diferente durante la Primavera denominado Corona Capital Guadalajara.
A pesar del éxito comercial y mediático del festival, también ha sido objeto de muchas críticas y controversias después de prohibir en su cartel artistas locales y de habla hispana desde 2013.Según sus organizadores, la decisión de enfocarse solo en el talento anglosajón se tomó como un "movimiento meramente comercial" siendo Grupo CIE también organizador de otros festivales como Vive Latino y Electric Daisy Carnival donde si apoyan a sus artistas locales, resultando en Corona Capital como el único festival de música en el mundo que acoge únicamente a talentos extranjeros de fuera del país anfitrión.

## Corona Capital 2010
El Festival Corona Capital 2010 se llevó a cabo el 16 de octubre de 2010, en la curva 4 del Autódromo Hermanos Rodríguez.

### Alineación
- Pixies
- Echo & the Bunnymen
- James
- Regina Spektor
- Interpol
- Two Door Cinema Club
- Foals
- The Temper Trap
- White Lies
- Minus the Bear
- Flyleaf
- Triángulo de Amor Bizarro
- Napoleón Solo
- Adanowsky
- Delphic
- The Soft Pack
- Le Butcherettes
- Rey Pila
- Dapuntobeat
- Chikita Violenta
- 60 Tigres
- She's a Tease
- Dirty Karma
- Furland

### Cancelaciones
- Metric (canceló su presentación al festival antes de su inicio)

## Corona Capital 2011
El Festival Corona Capital 2011 se llevó a cabo el 15 de octubre de 2011, en la curva 4 del autódromo Hermanos Rodríguez. En la primera semana de julio, OCESA anunció, a través de varias cuentas de Twitter, el Line-Up Oficial de la segunda edición del festival. Fue durante esta edición que el festival comenzó a ofrecer accesos vip. 

### Alineación
- The Strokes
- Moby
- Portishead
- Wild Beasts
- The Rapture
- M83
- Editors
- Santigold
- Mogwai
- Orchestral Manoeuvres in the Dark
- These New Puritans
- Coheed and Cambria
- The Antlers
- No Age
- Wavves
- Cansei de Ser Sexy
- El Columpio Asesino
- Javiera Mena
- Austin TV
- Quiero Club
- Ximena Sariñana
- Toy Selectah & 3BallMTY
- Disco Ruido
- Torreblanca
- Bengala
- Le Baron
- Ruido Rosa
- Madame Recaimer
- Yellow Yesterday
- El Cuarto
- Black Fo
- Little Ethiopia

### Cancelaciones
- The Boxer Rebellion (canceló su presentación al festival antes de su inicio)
- Egyptian Hip Hop (canceló su presentación al festival antes de su inicio)

## Corona Capital 2012
Durante agosto de 2012 se publicó el cartel de la tercera edición del festival, el cual se realizaría por vez primera como un evento de dos días. Las fechas fueron el 13 y 14 de octubre de 2012. 

### Alineación
| Sábado 13 de octubre- Suede - Franz Ferdinand - The Hives - Basement Jaxx - Miike Snow - Cat Power - Sleigh Bells - Major Lazer - The Kills - The Walkmen - Die Antwoord - Death in Vegas - Iron & Wine - The Wallflowers - Unknown Mortal Orchestra - Mutemath - The Airbone Toxic Event - Dum Dum Girls - The Joy Formidable - Zulu Winter - Baio - AWOLNATION - La Habitación Roja - Freelance Whales - Hello Seahorse! - León Larregui - Vicente Gayo - The Wookies - Bufi - Technicolor Fabrics - The Plastics Revolution - Maria y Jose - Los Rayobacks | Domingo 14 de octubre- The Black Keys - New Order - My Morning Jacket - Florence and the Machine - Snow Patrol - DJ Shadow (DJ Set) - The Drums - M. Ward - The Maccabees - Modeselektor - A-Trak - The Vaccines - James Murphy (DJ Set) - Tegan and Sara - The Big Pink - Neon Indian - Black Lips - Alabama Shakes - The Raveonettes - Here We Go Magic - WhoMadeWho - Araabmuzik - Shabazz Palaces - Los Rakas - Francisca Valenzuela - Tribes - L.P. - St. Lucia - Bam Bam - Rebolledo - Memory Man - L.A. - Josef Bamba - Los Impostors - Ventilader - I Can Chase Dragons! |

### Cancelaciones
- Mona (canceló su presentación al festival antes de su inicio).
- Simple Minds (canceló su presentación al festival antes de su inicio).

## Corona Capital 2013
Durante mayo de 2013 se publicó el cartel de la cuarta edición del festival, con el anuncio de que sería la primera vez que no incluiría artistas de origen mexicano o de habla-hispana, siendo fuertemente criticado por medios locales e internacionales, más debido a cancelaciones en el cartel, el festival terminó con tres agrupaciones latinas de último momento en el escenario Bizco Club. 

Se repite la duración de dos días, llevándose a cabo el 12 y 13 de octubre de 2013.

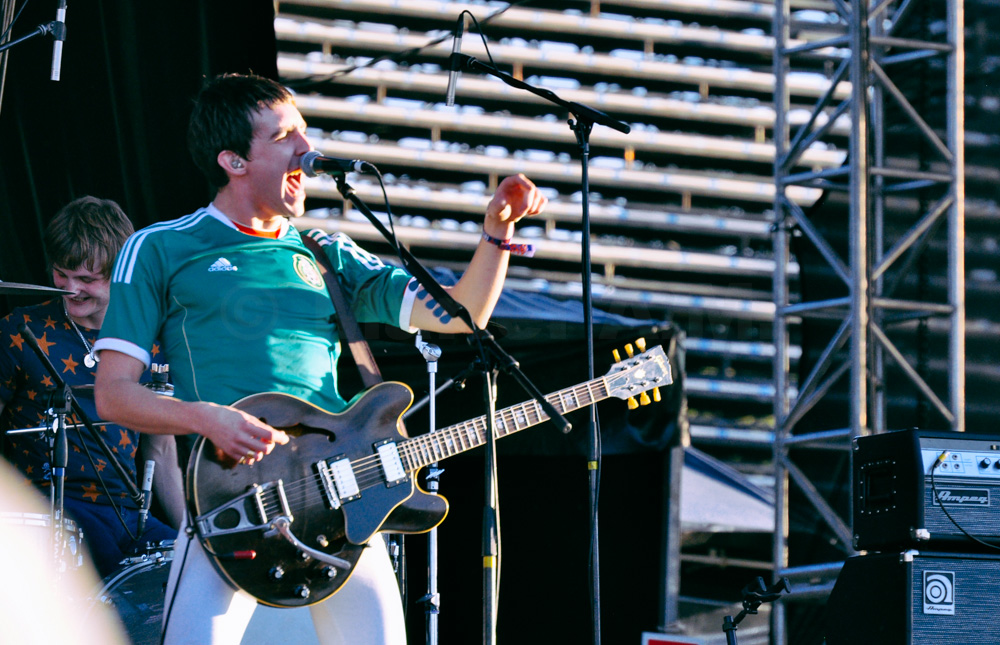
Miles Kane en el Corona Capital 2013

### Alineación
| Sábado 12 de octubre- Deadmau5 - Phoenix - The xx - M.I.A. - Travis - Imagine Dragons - Blondie - The Crystal Method - Dinosaur Jr. - White Lies - The Dandy Warhols - The Presets - Jacques Lu Cont - Palma Violets - Kurt Vile and The Violators - Peace - Toy - Chris Lake - Io Echo - Quadron - MS MR - Robert DeLong - Nguzunguzu - The Postelles - Nostalghia - Danny Brand | Domingo 13 de octubre- Queens of the Stone Age - Arctic Monkeys - Sigur Rós - The Breeders - Vampire Weekend - Giorgio Moroder - Jimmy Eat World - Stereophonics - Miles Kane - Grimes - Matt and Kim - Gary Clark Jr. - Portugal. The Man - Fuck Buttons - Jake Bugg - Jamie xx - The Black Angels - Capital Cities - Savages - Deap Vally - Iceage - DJ Harvey - Mueran Humanos - Perfume Genius - Matias Aguayo |

### Cancelaciones
- Death Grips (la banda anunciaría su disolución días antes del festival).
- Conor Oberst (canceló su participación días antes del festival).
- Squarepusher (canceló su participación días antes del festival).
- John Talabot (canceló su participación días antes del festival).
- Fun (canceló su participación días antes del festival).

## Corona Capital 2014
El festival Corona Capital dio a conocer por Facebook, Twitter y en su sitio oficial del evento el cartel original el 30 de mayo a las 16:00 h a través de su portal de Internet y el de Corona Music.
Antes de esta publicación Sky Ferreira y Hercules and Love Affair confirmaron su presentación en el festival a través de sus redes sociales.
Debido a las condiciones climáticas de lluvia y tormenta eléctrica en el Festival del sábado 11 de octubre de 2014 alrededor de las 22:00 PM, se suspendieron todas las actividades durante un momento, afectando presentaciones de MGMT, Massive Attack y SBTRKT retrasándolas hasta una hora cada una, mientras que la de Massive Attack fue suspendida tras apenas 20 minutos de su presentación. 
A pesar de una vez más prescindir de talento de habla-hispana en su cartel, exceptuando por el DJ Dohko, ganador mexicano de un concurso para abrir el escenario Bizco Club, festival sumó a su alineación a tan solo una semana de su realización la carpa Red Bull Panamérika Silent Disco donde por medio de audífonos inalámbricos se podría escuchar sets en vivo de 6 DJs, varios de ellos latinos, que pincharon durante los dos días del festival.

### Alineación
| Sábado 11 de octubre- Jack White - Massive Attack - Zedd - MGMT - Weezer - The Horrors - SBTRKT - Little Dragon - Best Coast - Conor Oberst - Jenny Lewis - Holy Ghost! - Biffy Clyro - GusGus - The Ghost of a Saber Tooth Tiger - Cults - Real Estate - Jungle - The Julie Ruin - Pond - Kongos - Hercules and Love Affair - Black Kids - Mø - Deafheaven - Yung Lean - Black English - Sinjin Hawke - Ricoshëi - Venus X (DJ Set) - Bonde do Rolê (DJ Set) - MKRNI (DJ Set) | Domingo 12 de octubre- Kings of Leon - Beck - Damon Albarn - Foster the People - Kasabian - The Kooks - Belle and Sebastian - Haim - Lykke Li - St. Vincent - Chvrches - Metronomy - Sky Ferreira - Sam Smith - Gareth Emery - Twin Shadow - Tune-Yards - Deorro - Rixton - Temples - White Denim - Kate Boy - Cashmere Cat - Young & Sick - James Bay - Cut Snake - Charming Liars - Philipp Gorbachev - Dohko - DJ Raff (DJ Set) - Djs Pareja (DJ Set) - El Guincho (DJ Set) |

### Cancelaciones
- Jagwar Ma (canceló su presentación al festival antes de su inicio).
- Melody's Echo Chamber (canceló su presentación al festival antes de su inicio).
- Neon Trees (canceló su presentación al festival antes de su inicio).
- Kodaline (canceló su presentación al festival antes de su inicio).
- Hozier (canceló su presentación al festival antes de su inicio).

## Corona Capital 2015
La sexta edición del Festival Corona Capital anunció su cartel el 23 de mayo mediante distintos correos enviados a su base de datos con fragmentos de su alineación. Debido a que la curva 4 albergaría durante el mes de octubre a la Fórmula 1, el festival se realizaría hasta los días 21 y 22 de noviembre. 
En esta ocasión, el festival lanzó a un mes de su realización una serie de actividades previas al festival llamadas Corona Capital Week y Corona Capital Hotel que tomaron tanto espacios públicos como clubes privados para realizar conciertos gratuitos que incluyeron talento nacional e internacional presentado por el festival donde destacaron presentaciones de bandas internacionales como Beach Fossils, The Drums, Speedy Ortiz, The Bright Light Social Hour, y bandas mexicanas como Has a Shadow, Vaya Futuro y Apolo. 
Durante muchos meses tras su anuncio, el afiche del evento contó con un nombre borroso entre sus cabezas, siendo manejado como un "acto sorpresa", que sería revelado posteriormente como el grupo británico Muse, que se encontraría ya en México para dar tres presentaciones en el Palacio de los Deportes, siendo oficialmente confirmados el 19 de agosto de 2015 en el sitio oficial del festival.
El festival contó ahora con un Lounge-vip donde agrupaciones mexicanas como La Banda Bastön y Agrupación Cariño dieron pequeños conciertos sorpresa para los portadores de boleto vip.
Debido al acto terrorista de los Atentados de París de noviembre de 2015 se confirmó el 21 de noviembre la cancelación de Tchami a través del Facebook y Twitter del festival por la implementación de seguridad en todos los aeropuertos de Francia. el músico fue reemplazado nuevamente por el grupo canadiense Humans que toco así mismo el 21 de noviembre.

### Alineación
| Sábado 21 de noviembre- Muse - The Libertines - Beirut - Porter Robinson - Richard Ashcroft - Ryan Adams - Death from Above 1979 - The Psychedelic Furs - Father John Misty - Kiesza - The Bloody Beetroots (SBCR DJ Set) - Run the Jewels - Rac - Chairlift - DIIV - Benjamin Booker - Halsey - Title Fight - Goldroom - Alvvays - Skylar Spence - Mothxr - Humans - Wild Nothing - The New Regime - Kygo | Domingo 22 de noviembre- Calvin Harris - Pixies - Ratatat - Fatboy Slim - Chromeo - Primal Scream - Sleater-Kinney - Spoon - Robin Schulz - The Charlatans - Mew - Twenty One Pilots - Brodinski - Miami Horror - Tokimonsta - Sohn - Shamir - Circa Waves - Milo Greene - George Fitzgerald - The Griswolds - Bronze Whale - Poppy - Humans |

### Cancelaciones
- Tourist (canceló su presentación al festival antes de su inicio).
- Angus & Julia Stone (canceló su presentación al festival antes de su inicio).
- Kölsch (canceló su presentación al festival antes de su inicio).
- Tchami (canceló su presentación al festival antes de su inicio).
- Saint Motel (canceló su participación en el Corona Capital Hotel antes de su inicio).
- Yuck (canceló su participación en el Corona Capital Week antes de su inicio).

## Corona Capital 2016
El cartel oficial de la séptima edición del Corona Capital se dio a conocer oficialmente el 12 de agosto de 2016 a las 16:00 horas, en las cuales se realizaran los días 19 y 20 de noviembre, debido a los retrasos de su develación del cartel, hubo críticas y quejas por parte del público en el Facebook oficial del festival, debido al atraso de tres meses sin saber algún dato del mismo. 
Con anticipación The Killers, LCD Soundsystem y Wild Beasts habían dado su anuncio anticipado a la séptima edición del festival por Facebook. El cartel es el siguiente:

### Alineación
| Sábado 19 de noviembre- The Killers - Pet Shop Boys - Air - Animal Collective - Haim - Band of Horses - Fischerspooner - Richard Ashcroft - Courtney Barnett - Tegan and Sara - Unknown Mortal Orchestra - Lost Frequencies - Edward Sharpe and the Magnetic Zeros - Young Fathers - Wild Beasts - Låpsley - Cloves - Marian Hill - Parquet Courts - Dashboard Confessional - Gryffin - The Struts - Eryn Allen Kane - Gin Wigmore - Caveman | Domingo 20 de noviembre- LCD Soundsystem - Lana Del Rey - Kraftwerk - Suede - Mark Ronson & Kevin Parker (DJ Set) - Grimes - Galantis - Yeasayer - Warpaint - Eagles of Death Metal - Peter Bjorn and John - Super Furry Animals - AlunaGeorge - Walk the Moon - Breakbot (Live) - Wild Nothing - Saint Motel - Yuck - Louis the Child - Allah-Las - Francés - Sofi Tukker - Bleached - A Silent Film - Delorentos |

### Cancelaciones
- Holychild (canceló su presentación al festival antes de su inicio)
- Phases (canceló su presentación al festival antes de su inicio)

## Corona Capital 2017
El 9 de mayo de 2017 organizadores del festival revelaron los nombres de algunas bandas que este año harán retumbar los escenarios de la séptima edición.
El 10 de mayo de 2017 los organizadores del festival revelaron los nombres de las bandas que encabezan por el momento el cartel del Corona Capital 2017 que se presentaran los días 18 y 19 de noviembre de 2017. 
A su vez, han sido las mismas agrupaciones las que a través de sus redes sociales confirmaron sus presentaciones en la fiesta musical que se llevó a cabo a finales de año en el Autódromo Hermanos Rodríguez.

### Alineación
| Sábado 18 de noviembre- Foo Fighters - The xx - PJ Harvey - Elbow - Cage the Elephant - Maxïmo Park - Metronomy - Banks & Steelz - Mogwai - Daughter - Kehlani - DJ Mustard - Japandroids - Andrew W.K. - You Me at Six - Angel Olsen - Daya - Circa Waves - Lido - Palmistry - Cherry Glazerr - Tennyson - Anika - Joseph - Spencer Ludwig - Sheppard | Domingo 19 de noviembre- Green Day - Phoenix - Alt-J - The Shins - Grizzly Bear - Boys Noize - Cold War Kids - The Drums - Gorgon City (Live) - Crystal Fighters - Grouplove - Bakermat (Live) - Dua Lipa - Mystery Jets - The Sounds - Washed Out - Wild Belle - Whitney - Honne - Parson James - LANY - Rafferty - Shy Girls |

### Cancelaciones
- The Japanese House (canceló su presentación al festival antes de su inicio)
- Sampha (canceló su presentación al festival antes de su inicio)
- Jens Lekman (canceló su presentación al festival antes de su inicio)
- Jain (canceló su presentación al festival antes de su inicio)
- Oliver (canceló su presentación al festival antes de su inicio)

## Corona Capital 2018
La novena edición del Corona Capital oficialmente anunció su cartel el 28 de mayo de 2018 a las 15:00 horas, en la cual se realizará los días 17 y 18 de noviembre, sin dar anticipaciones previas de artistas o grupos musicales previo al anuncio de la novena edición.
A pesar de las críticas que en ediciones anteriores recibió por el retraso del cartel como lo fue en la edición de 2016 anunciada en agosto, en el anuncio de este, no hubo inconvenientes.
El cartel es el siguiente:

### Alineación
| Sábado 17 de noviembre- Robbie Williams - Lorde - The Chemical Brothers - Odesza - The Kooks - The Jesus and Mary Chain - Bastille - Børns - Panic! at the Disco - Jenny Lewis - Pond - Friendly Fires - Petit Biscuit - Atlas Genius - Clairo - Sparks - Now, Now - Pale Waves - Quinn XCII - Gus Dapperton - Yungblud - Shannon and the Clams - Blank Range | Domingo 18 de noviembre- Imagine Dragons - Nine Inch Nails - Khalid - New Order - MGMT - The War on Drugs - Death Cab for Cutie - Chvrches - The Neighbourhood - Digitalism (Live) - K.Flay - Mercury Rev - Superorganism - Jai Wolf - Arizona - Nathaniel Rateliff & The Night Sweats - The Lemon Twigs - Deaf Havana - San Fermin - Bad Sounds - King Henry - Sasha Sloan - The New Regime |

### Cancelaciones
- Manic Street Preachers (canceló su presentación al festival antes de su inicio. Fueron sustituidos por The Jesus and Mary Chain).
- Yonaka (canceló su presentación al festival antes de su inicio)
- Max (canceló su presentación un día antes del inicio del festival).

## Corona Capital 2019
La décima edición del Festival Corona Capital (siendo esta la edición del décimo aniversario del festival) fue anunciado su cartel oficial el día 3 de junio de 2019 con fechas de los días 16 y 17 de noviembre, (primera ocasión que se da el cartel del festival fuera del mes de mayo), sin anticipaciones algunas de grupos previos del festival.

### Alineación
| Sábado 16 de noviembre- The Strokes - Weezer - Franz Ferdinand - Nick Murphy (Fka Chet Faker) - Two Door Cinema Club - Travis - The B-52's - Cat Power - Tycho - Dirty Projectors - Poolside - Phantogram - King Princess - Miami Horror - Noah Cyrus - Alice Merton - Bruno Major - Bad Suns - St. Lucia - Shaed - Blossoms - Mija (Live) - Sales - Phosphorescent - Elley Duhé - The Japanese House - Georgia - Keuning - Pip Blom - Inhaler | Domingo 17 de noviembre- Billie Eilish - Interpol - Keane - Flume - The Raconteurs - Years & Years - Sofi Tukker - Bloc Party (Performing Silent Alarm) - The Voidz - Broken Social Scene - Polo & Pan (Live) - Kurt Vile - Sharon Van Etten - Max - Hippie Sabotage - Elderbrook - Still Woozy - Car Seat Headrest - The Midnight - Lucy Dacus - Kero Kero Bonito - Yung Bae - Snail Mail - In the Valley Below - Brutus - The Front Bottoms - Two Feet - Dear Boy |

### Cancelaciones
- SWMRS (canceló su presentación al festival antes de su inicio)

## Corona Capital 2021
El 12 de octubre a través de redes sociales se dio a conocer que el festival no se llevó a cabo en el año 2020 por motivo de la pandemia por COVID-19 lo cual fue pospuesto para el 2021. El 8 de septiembre a través de redes sociales circulaban rumores sobre la realización de la edición ya que en las giras de LP y Tame impala se menciona su participación de dicha edición del festival. La jefa de gobierno de la Ciudad de México Claudia Sheinbaum informó sobre la posible realización del festival y la Fórmula 1. No obstante el 13 de ese mismo mes la cantante noruega AURORA filtro el line up a horas de hacerse oficial la edición y posteriormente lo eliminó de su cuenta de Instagram. La edición se llevó a cabo en los días 20 y 21 de noviembre.

### Alineación
Este es el cartel siguiente hasta el momento:
| Sábado 20 de noviembre- Tame Impala - LP - Ashnikko - Cheap Trick - Khruangbin - All Time Low - Bleachers - Slowthai - Turnstile - Dayglow - SG Lewis - Boy Pablo - Missio - Ritt Momney - Yendry - Elliot Moss - Electric Guest - Fakear - Faye Webster - Alfie Templeman - Hana - Hamzaa - Goss | Domingo 21 de noviembre- Twenty One Pilots - Rüfüs Du Sol - Royal Blood - The Bravery - Aurora - Pabllo Vittar - The Whitest Boy Alive - 070 Shake - JP Saxe - Parquet Courts - Flight Facilities - Alaina Castillo - Smith & Thell - JVKE - George FitzGerald - Cautious Clay - Nessa Barrett - The Lightning Seeds - Jehnny Beth - Glaive - Flamingosis - Sir Chloe - Adam Melchor - Ela Minus - Will Joseph Cook - Gaia - Niko Rubio |

### Cancelaciones
- Shura (canceló su presentación al festival antes de su inicio)
- St. Vincent (canceló su presentación al festival antes de su inicio) debido a un estudio médico en la cual dio positivo de COVID-19, según las teorías se cree que el contagio del virus fue debido a que estuvo presente en el equipo musical de la cantante en alguna circunstancia.
- The Kooks (canceló su presentación al festival antes de su inicio)
- Disclosure (canceló su presentación durante el festival)

## Corona Capital 2022
La edición del Festival Corona Capital 2022 se anunció el día 9 de junio de 2022 oficialmente, siendo por primera vez en la historia del festival que se llevará a cabo con 3 días del festival y se realizará los días 18, 19 y 20 de noviembre de 2022. En total hubo 5 cancelaciones en esta edición que fueron las cancelaciones de: Andrew Bird, Brian Wilson, Fever 333, The Church y Two Door Cinema Club. 

### Alineación
| Viernes 18 de noviembre- My Chemical Romance - Kacey Musgraves - Aly & AJ - Andy Shauf - Big Wild - Bülow - Chai - Charli xcx - Cigarettes After Sex - Corook - The Courteeners - Cuco - Free Nationals - G Flip - Hope Tala - Jxdn - Kills Birds - Ls Dunes - Marc Rebillet - Marina - Mitski - Raveena - Run the Jewels - Underscores - Viagra Boys - Wallows - White Lies - Blondshell - Julie | Sábado 19 de noviembre- Arctic Monkeys - Paramore - Yeah Yeah Yeahs - Anna of the North - Beabadoobee - Beach Bunny - Beak - Benny Sings - Black Midi - Bob Moses - Bright Eyes - Current Joys - Empress Of - Foals - Ibeyi - Inhaler - Jamie xx - Jordy - Kavinsky - Liam Gallagher - Mac Ayres - Remi Wolf - Sevdaliza - Spoon - Surf Mesa - The Altons - The Kooks - X Ambassadors - Belief - The Range | Domingo 20 de noviembre- Miley Cyrus - Lil Nas X - The 1975 - Amber Mark - Ashe - Betty Who - Cory Wong - Everything Everything - Father John Misty - Girl in Red - Idles - Kim Gordon - Lilyisthatyou - Madeon - Madison McFerrin - Men I Trust - Model Man - Mø - Mura Masa - Paolo Nutini - Phoebe Bridgers - Sad Night Dynamite - Sofía Valdés - Spacey Jane - Surf Curse - The Jungle Giants - The Linda Lindas |

### Cancelaciones
- Brian Wilson (canceló su presentación al festival antes de su inicio)
- Two Door Cinema Club (canceló su presentación al festival antes de su inicio) (El bajista del grupo Kevin Baird se sometió a una operación médica)
- Fever 333 (canceló su presentación al festival antes de su inicio)
- The Church (canceló su presentación al festival antes de su inicio)
- Andrew Bird (canceló su presentación al festival antes de su inicio)

## Corona Capital 2023
La edición del Festival Corona Capital 2023 fue anunciada el día 5 de junio de 2023, en la cual será la segunda edición donde se realizara por 3 días, y se llevara a cabo los días 17, 18 y 19 de noviembre de 2023:

### Alineación
| Viernes 17 de noviembre- Arcade Fire - Pulp - Alanis Morissette - Alvvays - Automatic - Belako - BoyWithUke - Brittany Howard - Brooks Nielsen - Busty and the Bass - Caroline Rose - Claud - Fenne Lily - Fitz and the Tantrums - Fleet Foxes - Hannah Storm - The Hives - Hot Chip - KennyHoopla - Mild Minds - Mother Mother - Muna - Orion Sun - Phoenix - Roosevelt - Sampa the Great - Soccer Mommy - The Walkmen - Two Door Cinema Club - Unknown Mortal Orchestra - Yard Act | Sábado 18 de noviembre- Blur - The Black Keys - Thirty Seconds to Mars - Alice Ivy - Atarashii Gakko! - Barns Courtney - Billie Marten - Black Kids - Chromeo - Dean Lewis - Fever Ray - Giant Rooks - Jungle - Kasabian - Kim Petras - Kimbra - The Lathums - Lauv - Metronomy - Nation of Language - Neil Frances - Niall Horan - NOIA - Olivia Dean - Parcels - Patrick Watson - Rebecca Black - Sueco - Tessa Violet | Domingo 19 de noviembre- The Cure - The Chemical Brothers - Pet Shop Boys - The Amazons - Arlo Parks - Berlin - The Breeders - Cassia - D4vd - Dehd - Eddie Zuko - Feist - Goose - Grace Ives - Gracie Abrams - The Happy Fits - Just Mustard - Ladytron - The Lumineers - Major Lazer - Nai Palm - Noel Gallagher's High Flying Birds - Off! - Sleater-Kinney - Suki Waterhouse - Sylvan Esso - Tennis - Zhu |

### Cancelaciones
- Sofie Royer (canceló su presentación al festival antes de su inicio)
- Ben Howard (canceló su presentación al festival antes de su inicio)
- Fletcher (canceló su presentación al festival antes de su inicio)
- Jawny (canceló su presentación al festival antes de su inicio)
- NF (canceló su presentación al festival antes de su inicio)
- The Twilight Sad (canceló su presentación al festival antes de su inicio)

## Corona Capital 2024

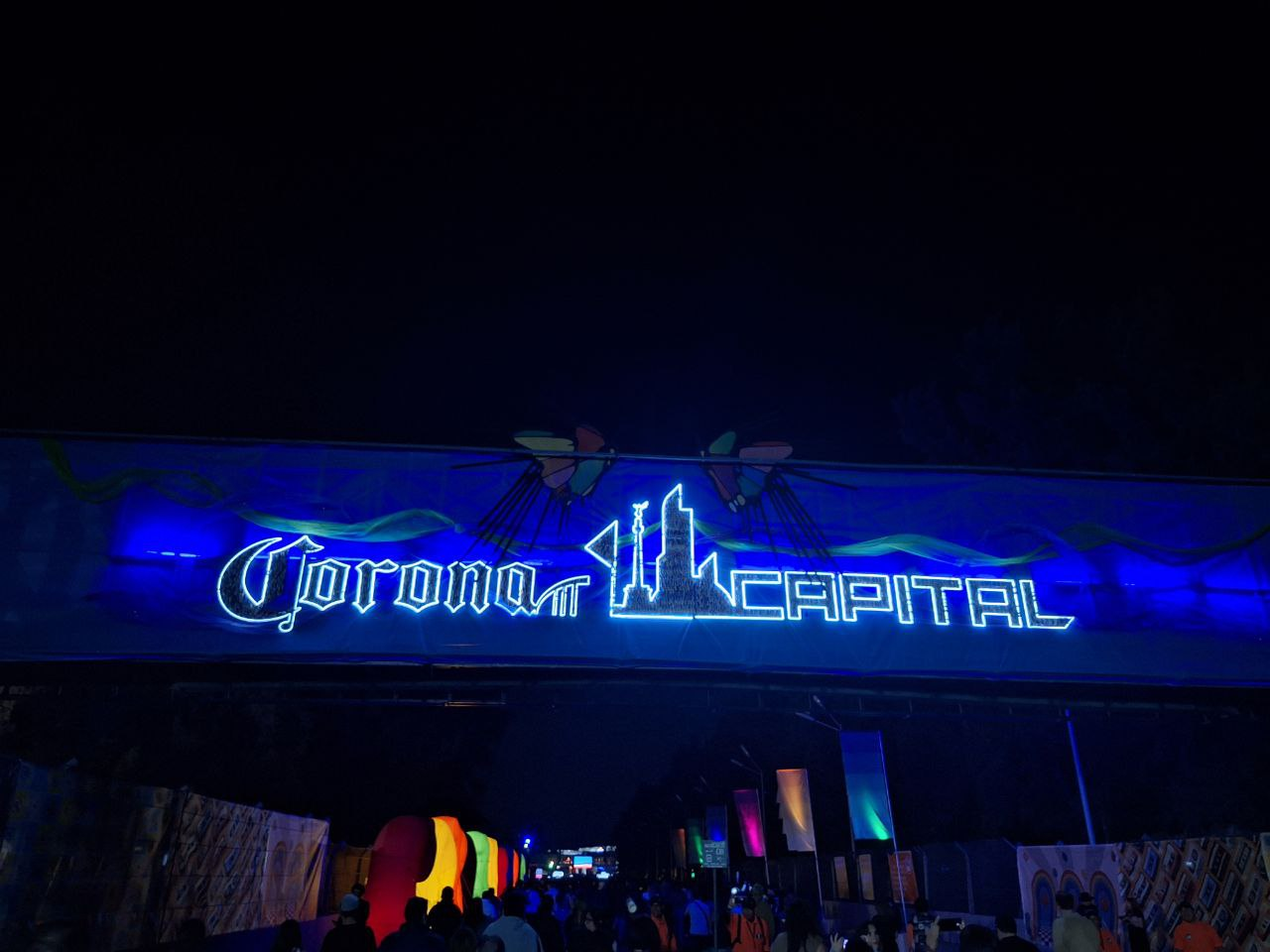
Corona Capital 2024

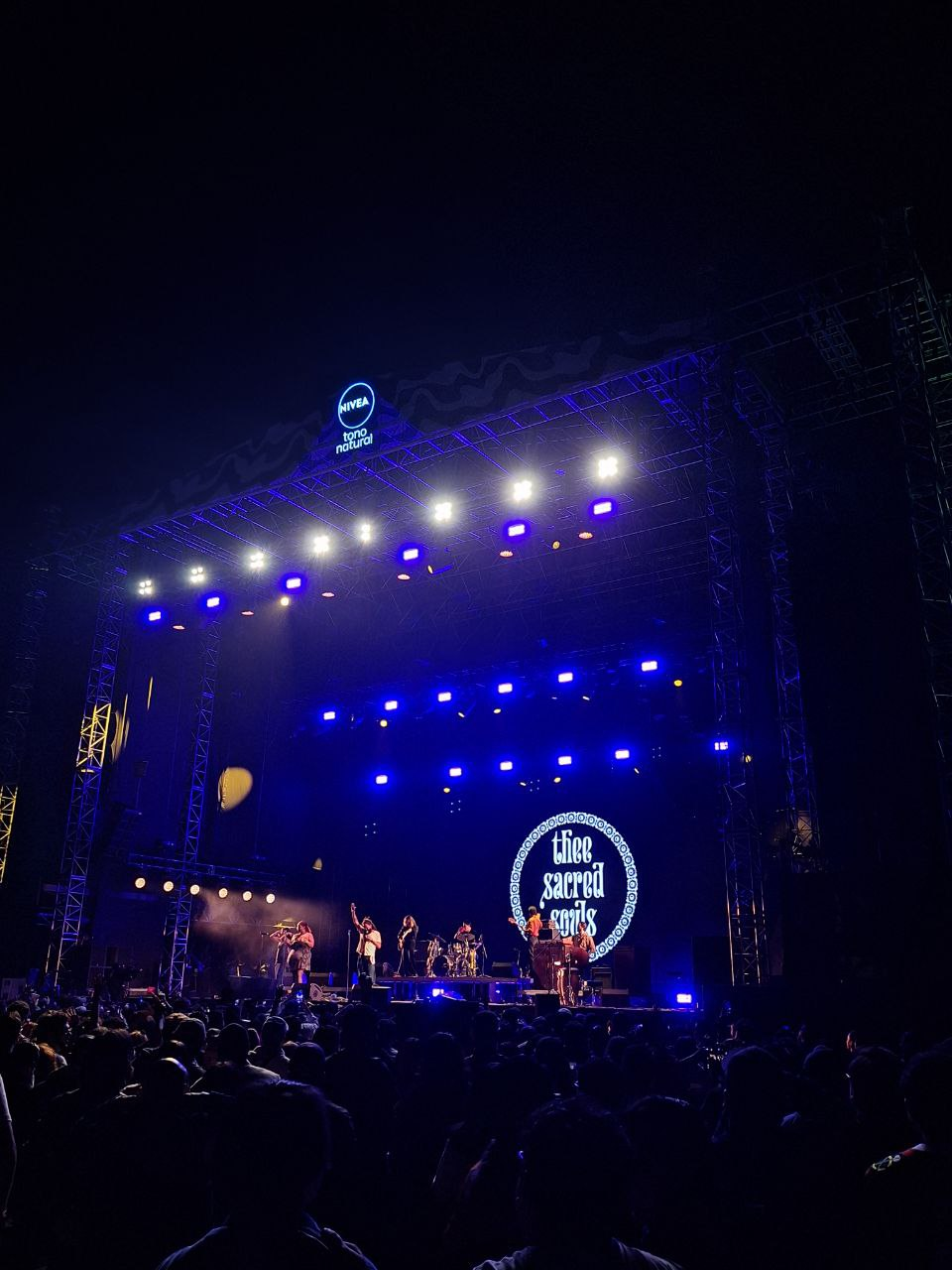
Thee Sacred Souls en el Corona Capital

La edición de 2024 fue anunciada el día 20 de junio de 2024 en la cual se realizó una tardanza ante su revelación, días antes ya había especulaciones de ciertos artistas en esta edición sobre la revelación del músico británico de rock: Paul McCartney. Se filtró unas horas antes por el grupo: Toto.

### Alineación
| Viernes 15 de noviembre- Green Day - Toto - Zedd - Air Yel - Alice Phoebe Lou - BadBadNotGood - Blonde Redhead - Blü Eyes - Brigitte Calls Me Baby - Cage the Elephant - City and Colour - Clairo - David Kushner - French 79 - Honne - Isabel LaRosa - James Vincent McMorrow - Lo Moon - Magic! - Raye - The Beaches - The Mars Volta - The Vaccines - The Yussef Dayes Experience - Tops - Twin Shadow - Two Another - Very Nice Person - Warpaint - Water From Your Eyes | Sábado 16 de noviembre- Shawn Mendes - Melanie Martinez - New Order - American Football - Bbno$ - Black Pumas - Boy Harsher - Busted - Charlotte Day Wilson - Crystal Fighters - Del Water Gap - Ekkstacy - Explosions in the Sky - Feeble Little Horse - Jessie Reyez - Jorja Smith - Luke Hemmings - Michelle - Mxmtoon - Nico Vega - Petey - Primal Scream - St. Vincent - The Aquadolls - The Blaze - Thee Sacred Souls - Tora - Travis - Una Mia | Domingo 17 de Noviembre- Paul McCartney - Jack White - Empire of the Sun - Bar Italia - Beach Fossils - Beck - Biig Piig - Cavetown - Crumb - Eyedress - Hermanos Gutiérrez - Hurray for the Riff Raff - Iggy Pop - Kim Gordon - Leon Bridges - Mannequin Pussy - Maxïmo Park - Monobloc - Natalie Jane - Night Tapes - Nothing But Thieves - Porter Robinson - Sophie Ellis-Bextor - Sprints - The Magic Numbers - Tuxedo - Victoria Canal - Wisp - Zimmer90 |

### Cancelaciones
- Queens of the Stone Age (canceló su presentación al festival antes de su inicio)
- Tyla (canceló su presentación al festival antes de su inicio)
- Dabeull (canceló su presentación al festival antes de su inicio)

## Corona Capital 2025
La decimoquinta edición del Festival Corona Capital fue anunciada oficialmente el día 3 de junio de 2025.

### Alineación
| Viernes 14 de Noviembre- Foo Fighters - Queens of the Stone Age - Franz Ferdinand - Garbage - Polo & Pan - 4 Non Blondes - Aluna - Anna of the North - Bad Bad Hats - Bôa - Circa Waves - Debby Friday - Hollow Coves - Jet - Kaiser Chiefs - Leisure - Lucy Dacus - Lucy Rose - Nilüfer Yanya - Sarah Kinsley - Shermanology - Sub Urban - Tamino - Waxahatchee | Sábado 15 de Noviembre- Chappell Roan - Vampire Weekend - Aurora - Damiano David - Alabama Shakes - Angie McMahon - Chrissy Chlapecka - Cults - Gizmo Varillas - Grizzly Bear - Half Alive - Haute & Freddy - Hippo Campus - Jehnny Beth - Jelly Roll - Lola Young - Maiah Manser - Marina - Mogwai - Orchestral Manoeuvres in the Dark - Qendresa - Sabrina Claudio - Samia - The Struts | Domingo 16 de Noviembre- Linkin Park - Deftones - Weezer - James - Of Monsters and Men - AFI - Alexandra Savior - Chanel Beads - Cut Copy - Friday Pilots Club - Jerry Cantrell - Jet Vesper - Jordan Rakei - Kadavar - Men I Trust - Peach Pit - PinkPantheress - Rose Gray - SYML - TR/ST - TV on the Radio |

## Resumen del festival por año
| Edición | Año  | Fechas             | Headliners                                     | Asistencia | Ref.   |
| ------- | ---- | ------------------ | ---------------------------------------------- | ---------- | ------ |
| 1.ª     | 2010 | 16 de octubre      | Pixies Interpol                                | 80.000     | [ 11 ] |
| 2.ª     | 2011 | 15 de octubre      | The Strokes Portishead                         | 85.000     | [ 12 ] |
| 3.ª     | 2012 | 13-14 de octubre   | The Black Keys New Order                       | 110.000    | [ 13 ] |
| 4.ª     | 2013 | 12-13 de octubre   | Deadmau5 Queens of the Stone Age               | 160.000    | [ 13 ] |
| 5.ª     | 2014 | 11-12 de octubre   | Jack White Kings of Leon                       | 150.000    | [ 13 ] |
| 6.ª     | 2015 | 21-22 de noviembre | Muse Calvin Harris                             | 141.500    | [ 13 ] |
| 7.ª     | 2016 | 19-20 de noviembre | The Killers LCD Soundsystem                    | 147.500    | [ 13 ] |
| 8.ª     | 2017 | 18-19 de noviembre | Foo Fighters Green Day                         | 170.000    | [ 13 ] |
| 9.ª     | 2018 | 17-18 de noviembre | Robbie Williams Imagine Dragons                | 171.500    | [ 13 ] |
| 10.ª    | 2019 | 16-17 de noviembre | The Strokes Billie Eilish                      | 180.100    | [ 13 ] |
| 11.ª    | 2021 | 20-21 de noviembre | Tame Impala Twenty One Pilots                  | 121.600    | [ 13 ] |
| 12.ª    | 2022 | 18-20 de noviembre | My Chemical Romance Arctic Monkeys Miley Cyrus | 255.000    | [ 13 ] |
| 13.ª    | 2023 | 17-19 de noviembre | Arcade Fire Blur The Cure                      | 240.000    | [ 13 ] |
| 14.ª    | 2024 | 15-17 de noviembre | Green Day Shawn Mendes Paul McCartney          | 225.000    | [ 14 ] |
| 15.ª    | 2025 | 14-16 de noviembre | Foo Fighters Chappell Roan Linkin Park         | —          | —      |